# Ivo Kresta
Ivo Kresta (* 12. Juni 1977 in Ostrau, Tschechoslowakei) ist ein ehemaliger tschechischer Basketballspieler. Er spielte mit einer Körpergröße von 2,05 m auf der Position des Power Forwards. Er bestritt 89 Spiele in der Basketball-Bundesliga.

## Karriere
Kresta, der seine Laufbahn bei NH Ostrau begann, wechselte in die Vereinigten Staaten ans Iona College. Er war trotz seiner hohen Körpergröße beweglich und ein ordentlicher Dreipunktwerfer, weshalb er sowohl auf der Position des Power Forwards, als auch auf der Position des Small Forwards eingesetzt wurde. Für die Hochschulmannschaft des Iona College stand er in 103 Spielen auf dem Feld, im Schnitt erzielte er dabei 6,2 Punkte sowie 3,6 Rebounds je Begegnung.
Nach vier Jahren auf dem College wechselte Kresta im Jahr 2000 in die deutsche Basketball-Bundesliga, wo er für den Mitteldeutschen BC spielte und in zwei Jahren ca. 11,0 Punkte und 6,2 Rebounds pro Partie markierte. Nach seiner Zeit in Deutschland folgte für Kresta in der Saison 2002/2003 ein sehr erfolgreiches Jahr in der Schweiz beim BC Boncourt. Er feierte dort die Meisterschaft, den Einzug ins Pokal-Finale und war außerdem bester Rebounder, zweitbester Passgeber und drittbester Korbschütze seiner Mannschaft. Zur Saison 2003/2004 kehrte Kresta für ein Jahr erneut nach Deutschland zurück und unterschrieb einen Ein-Jahres-Vertrag bei der TSK Würzburg. Kresta, der dort 11,8 Punkte pro Spiel erzielte, wurde sogar für das BBL All-Star-Game 2004 nominiert und erreichte mit Würzburg außerdem noch das Halbfinale im deutschen Basketball-Pokal. Anschließend verließ Kresta Deutschland und war für die Clubs Olympique d’Antibes, FC Mulhouse Basket, Etoile Charleville-Mézières und CS Autun Baskets bis zur Saison 2008/09 insgesamt fünf Jahre lang in Frankreich aktiv. Nach einem Jahr bei seinem Heimatverein BK Nova Hut Ostrau verließ Kresta den Verein im Dezember 2009 und wechselte im Februar 2010 zu den Manchester Millrats aus Manchester, New Hampshire (die später in das kanadische Saint John umzogen) in die kanadische PBL.
Kresta war tschechischer Nationalspieler.